# Zbigniew Zarębski
Zbigniew Stanisław Zarębski (ur. 13 października 1957 w Wieliczce) – polski polityk, inżynier i samorządowiec, poseł na Sejm III kadencji, dyrektor kopalni soli Wieliczka.

## Życiorys
Ukończył w 1983 studia Wydziale Mechanicznym Politechniki Krakowskiej. W latach 1983–1985 był pracownikiem fizycznym w Elektrociepłowni Łęg. W latach 1985–1990 pracował jako sztygar zmianowy w kopalni soli Wieliczka. W 1983 został członkiem NSZZ „Solidarność”, a w 1986 przewodniczącym TKZ związku.
Od 1990 do 1992 był burmistrzem miasta i gminy Wieliczka. Od 1992 do 1997 pełnił po raz pierwszy funkcję dyrektora wielickiej kopalni. Sprawował mandat posła III kadencji wybranego z listy Akcji Wyborczej Solidarność w okręgu krakowskim, bezskutecznie ubiegał się o reelekcję w okręgu tarnowskim. W latach 1994–1998 był przewodniczącym rady miejskiej, od 1998 do 2006 przewodniczył radzie powiatu wielickiego. W latach 2002–2009 ponownie kierował kopalnią.
Należał do Porozumienia Centrum i Ruchu Społecznego. W wyborach samorządowych w 2006 z ramienia Prawa i Sprawiedliwości ponownie został radnym Wieliczki. Objął następnie stanowisko przewodniczącego tej rady (zajmował je do 2010). W 2016 po raz trzeci został dyrektorem kopalni. Stanowisko to zajmował do lutego 2020.

## Odznaczenia
Odznaczony Krzyżem Kawalerskim (2005) i Oficerskim (2016) Orderu Odrodzenia Polski oraz Medalem za Zasługi dla Policji (2008).